# Huldufólk
Ne doit pas être confondu avec Huldres.
Le Huldufólk, terme islandais signifiant littéralement en français « peuple caché », est composé des créatures des légendes et croyances du folklore islandais. Il s'agit d'elfes, de trolls et de personnes invisibles qui vivent préférentiellement dans les montagnes et les rochers où ils construisent leurs villes, les Álagablettur. 
La majorité des Islandais croient à l'existence de ces êtres et une infime partie, qualifiés de « médiums » ou de « clairvoyants », affirme les voir et communiquer avec eux. Il s'agit d'un folklore très prégnant dans la culture islandaise, notamment à travers des contes et légendes transmis oralement pendant plusieurs générations et qui ont été transcrits au milieu du dix-neuvième siècle. 
On met parfois en avant le fait que les lieux habités par le Huldufólk seraient préservés, en citant notamment l'exemple d'un tracé de route qui aurait été étudié pour éviter de détruire leur lieu de vie à Kópavogur. La famille royale du Huldufólk habiterait le parc Hellisgerði situé en plein centre-ville de Hafnarfjörður, une ville de la banlieue de Reykjavik.
Le Huldufólk appartient aussi au folklore des îles Féroé.

## Étymologie et terminologie
Huldufólk est un terme islandais construit avec les mots huldu, en français « portant sur le secret », et fólk, « peuple ». 
Huldufólk est devenu un synonyme d'álfar, en français « elfes », au XIXe siècle. Selon Jón Árnason, folkloriste islandais, les deux termes sont strictement synonymes bien qu'álfar soit péjoratif. Huldufólk est pour Konrad Maurer, historien allemand, un euphémisme afin de ne pas appeler les elfes par leur nom réel.

## Origine
Comme beaucoup de contes et légendes populaires, les histoires du « peuple caché » font partie de l'identité culturelle des Islandais. 
Inspirés par les contes de Grimm, Jón Árnason et Magnús Grímsson furent les premiers à rassembler et transcrire ces légendes islandaises qui étaient auparavant transmises oralement. Leur premier recueil a été publié en 1852. 
Selon Alda Sigmundsdóttir — une écrivaine et journaliste islandaise ayant publié plusieurs livres relatifs à l'histoire et au folklore islandais —, un des ressorts principaux de ces contes et légendes tiendrait aux difficultés des conditions de vie dans les premiers siècles après la colonisation de l'Islande : la population vivait dans une très grande pauvreté sur des terres inhospitalières, avec un taux de mortalité infantile très élevé. Selon l'écrivaine, ces histoires furent sans doute d'un grand secours à la population car elles offraient un refuge imaginaire permettant de faire face à une réalité éprouvante. Dans l'esprit des Islandais de l'époque, il existait ainsi un monde parallèle où régnaient l'ordre et la prospérité, où l'on pouvait jouir de conditions de vie agréables, vivre dans des demeures somptueuses, porter des bijoux magnifiques et rencontrer des personnes séduisantes et bienveillantes. Alda Sigmundsdóttir suggère, par exemple, un parallèle entre les contes où des enfants sont enlevés par les elfes et la mortalité infantile ou les disparitions d'enfants favorisées par le fait que les parents avaient peu de temps pour s'occuper de leur famille.

## Description

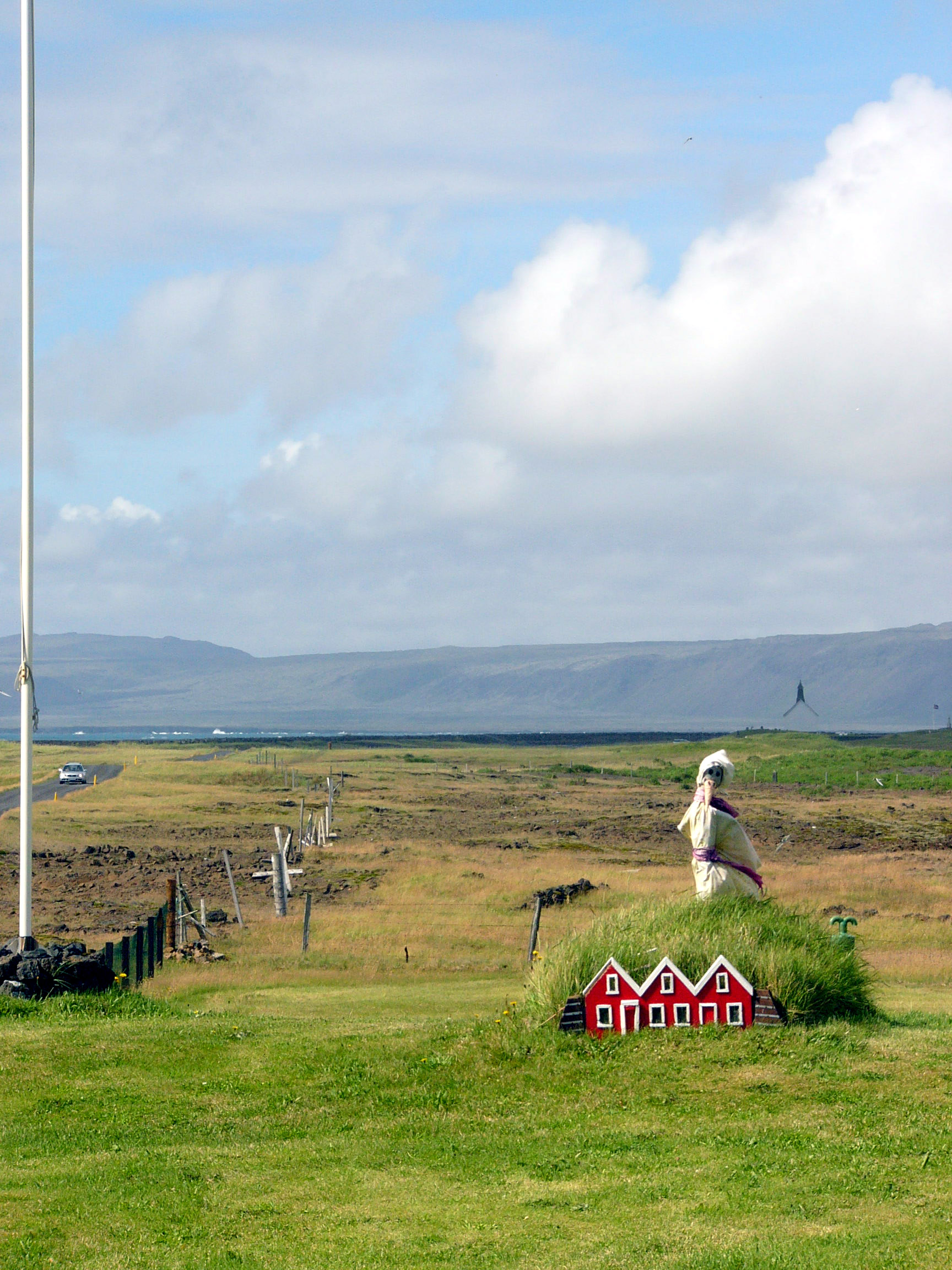
Maisons d'elfes près de la Strandakirkja dans le Sud de l'Islande.

Les créatures du Huldufólk (« peuple caché ») ont l'apparence d'elfes, de trolls, de nains, de fées et divers autres esprits mais aussi de personnes humaines, parfois de gnomes,. Les personnes affirmant avoir vu des créatures du Huldufólk les décrivent comme « brillantes », émanant une « lumière blanche » et « attirante ».
Le lieu où elles vivent, les Álagablettur (« lieu chargé »), sont principalement des formations rocheuses comme des moraines, des falaises, etc. Les lieux les plus emblématiques et les plus connus censés les héberger sont le parc Hellisgerði à Hafnarfjörður, résidence de la famille royale des elfes, Ásbyrgi, Grundarfjörður, Dimmuborgir, Dverghamrar ou encore Grímsey.

## Perception dans la société islandaise
Des études et sondages ont été réalisés à différentes époques pour évaluer la part de la croyance au Huldufólk dans la population islandaise. En 1975, l'une d'elles a conclu que 28 % des Islandais croient impossible ou peu probable leur existence, 33 % possible et 22 % probable ou certaine, 17 % se déclarant sans opinion. En 1998, un sondage évalue à 54,4 % la part de la population croyant au Huldufólk. En 2006, sur 650 personnes, interrogées, 24,5 % croient de manière certaine ou probable au Huldufólk, 31 % estiment possible leur existence et 35 % n'y croient pas.
À l'occasion de la construction de routes ou de bâtiments, il arrive que des médiums, des Islandais affirmant voir et communiquer avec le Huldufólk, soient consultés afin de s'assurer que le projet ne dérangera pas les elfes. Des routes sont ainsi déviées et des parcelles laissées en l'état en fonction de la présence de ces créatures.